# 巨石記念物

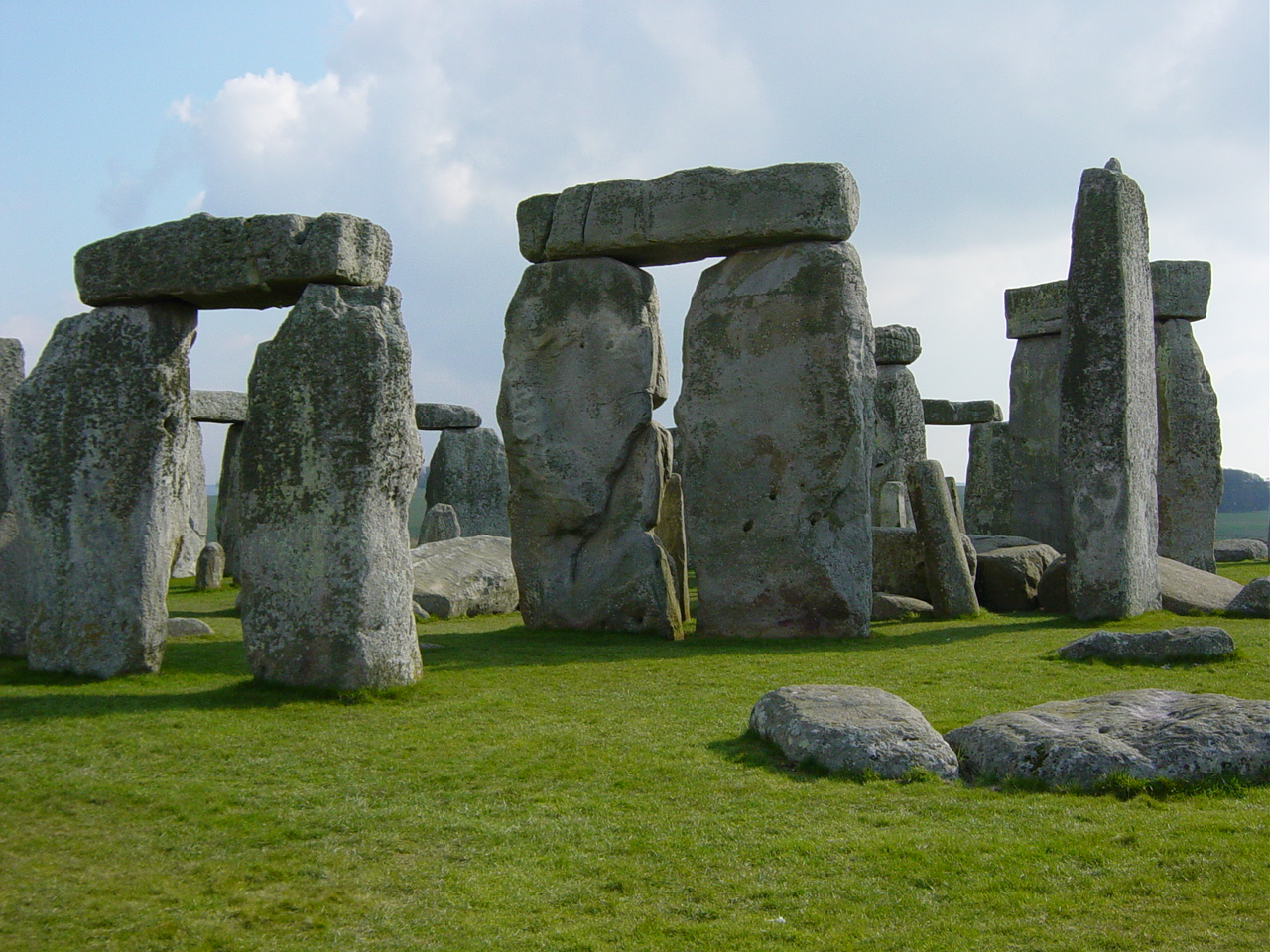
ストーンヘンジ

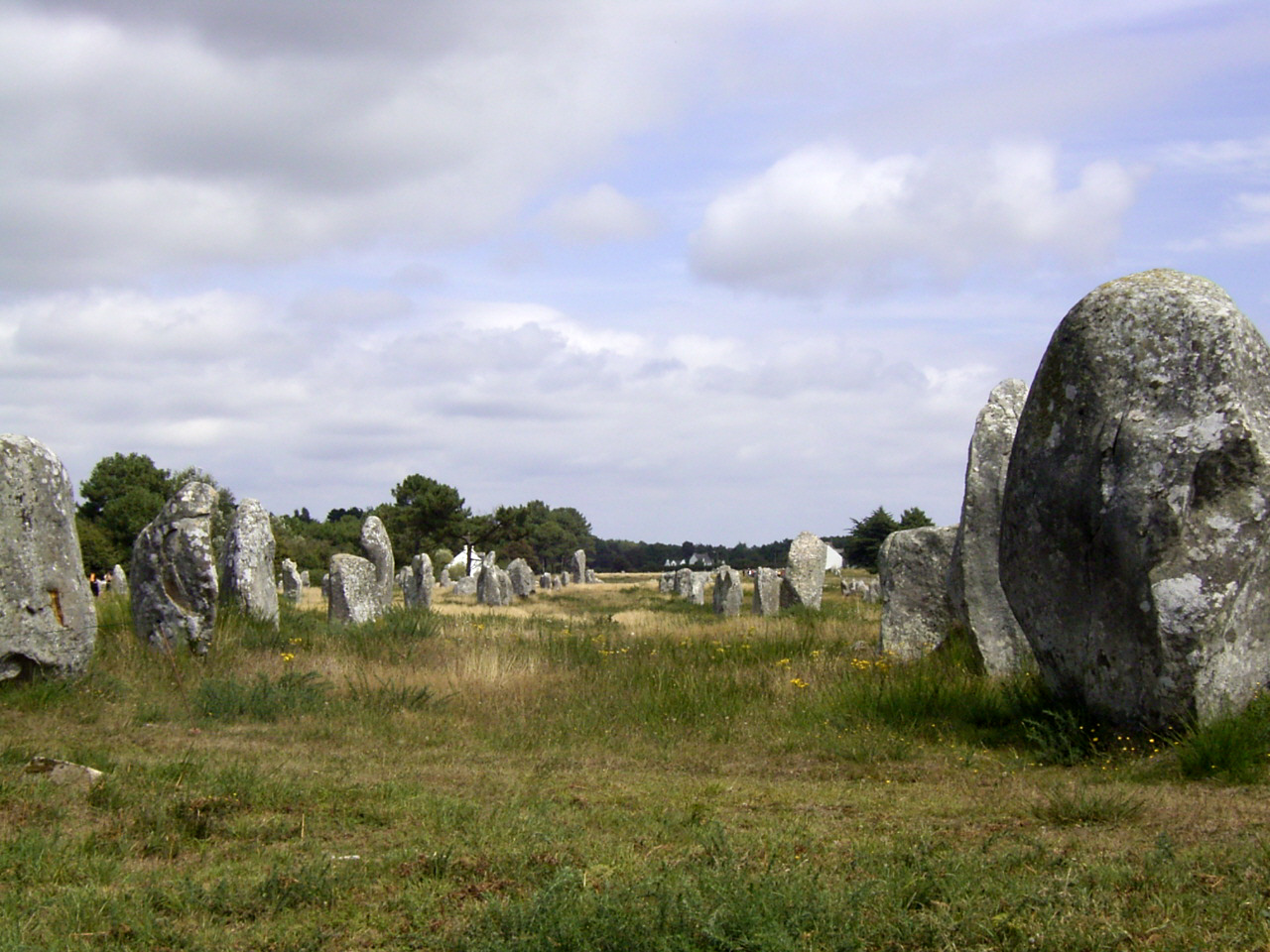
カルナックの列石群

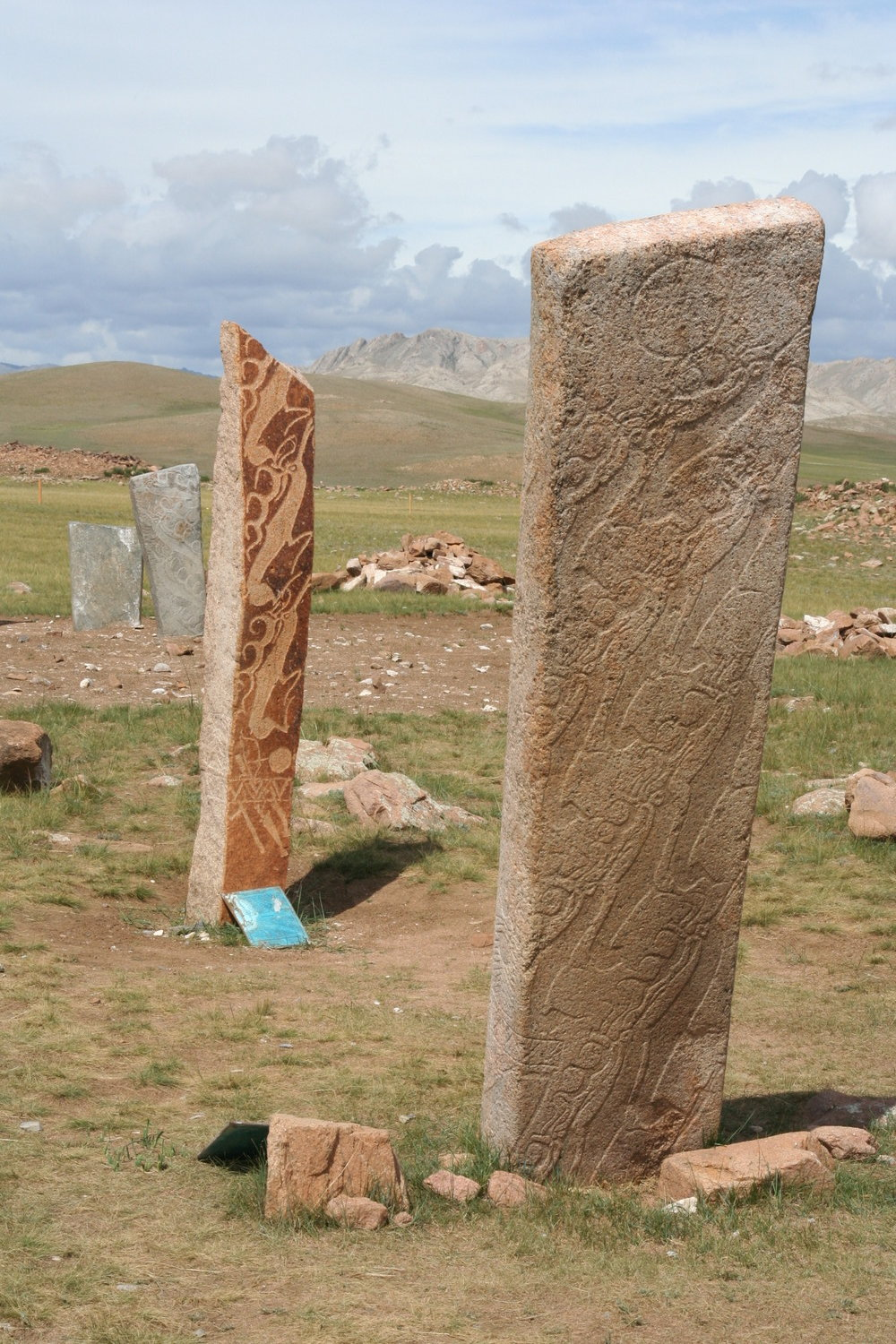
モンゴルの立石

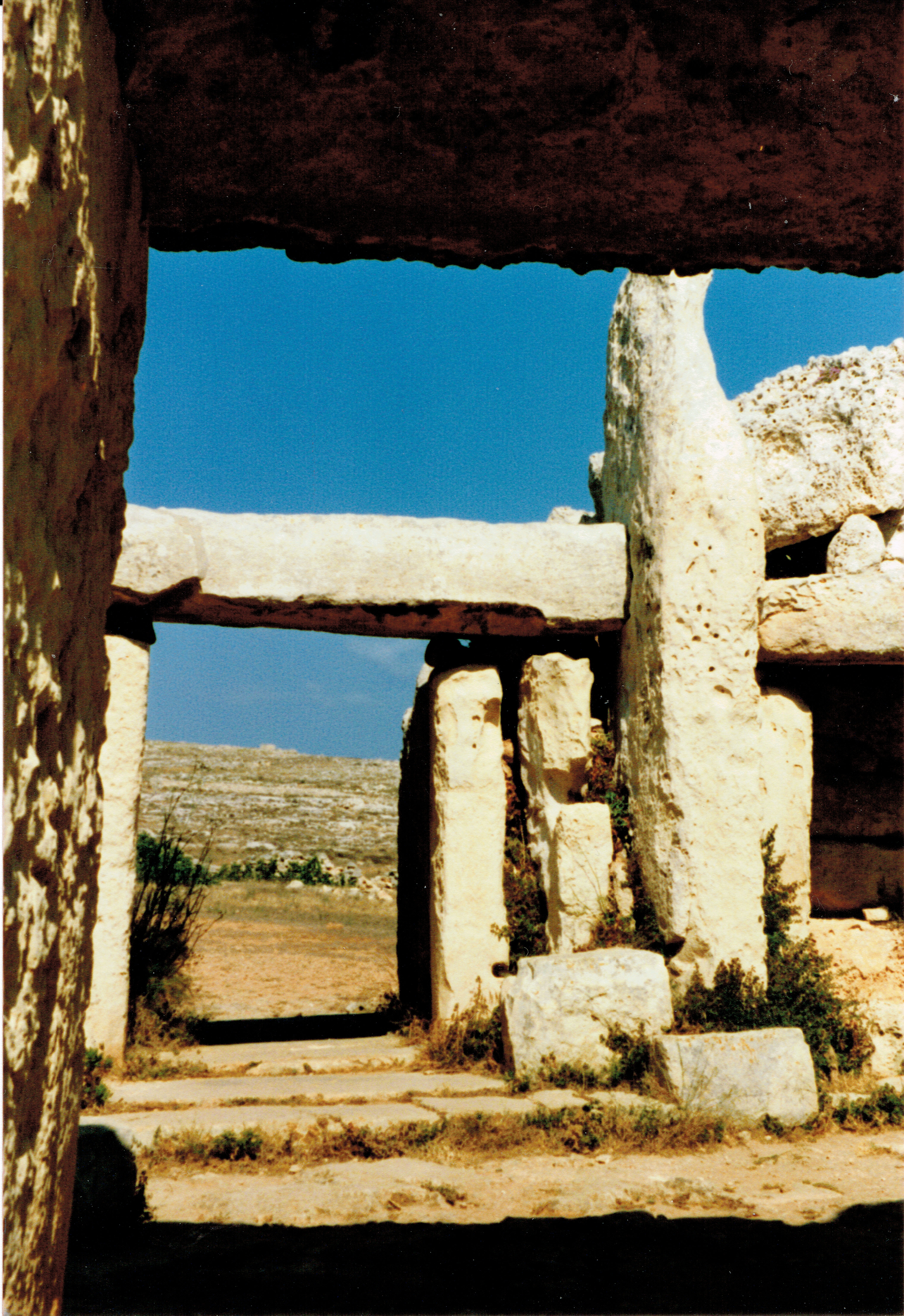
マルタの巨石神殿

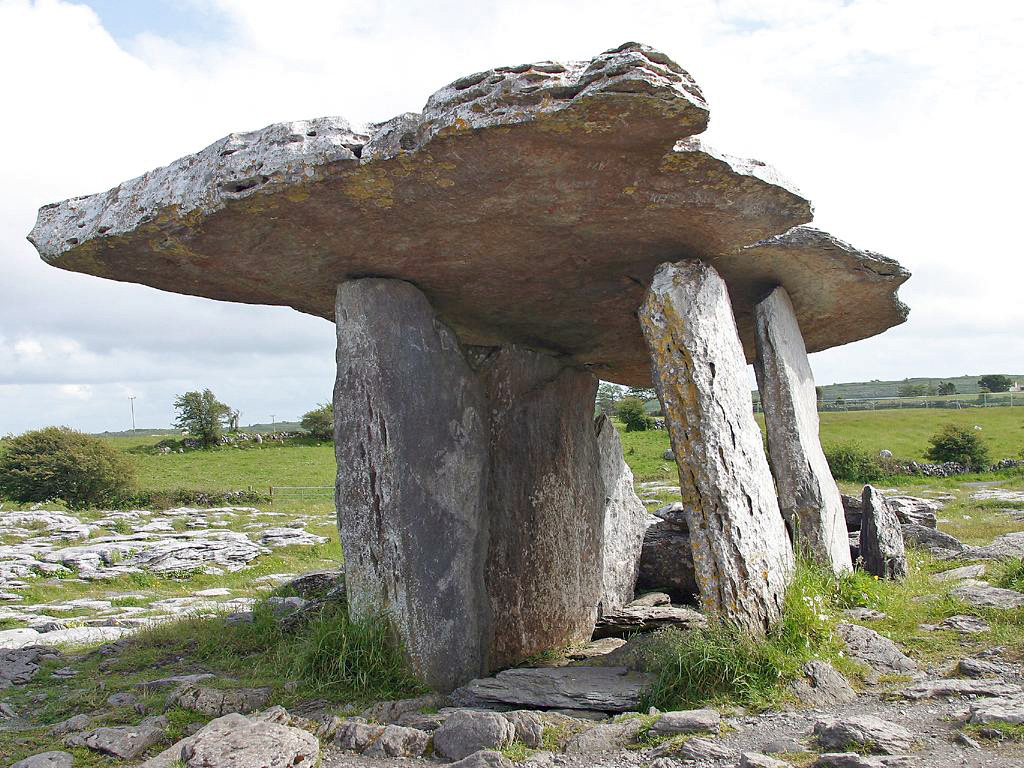
アイルランドのプルナブロン・ドルメン

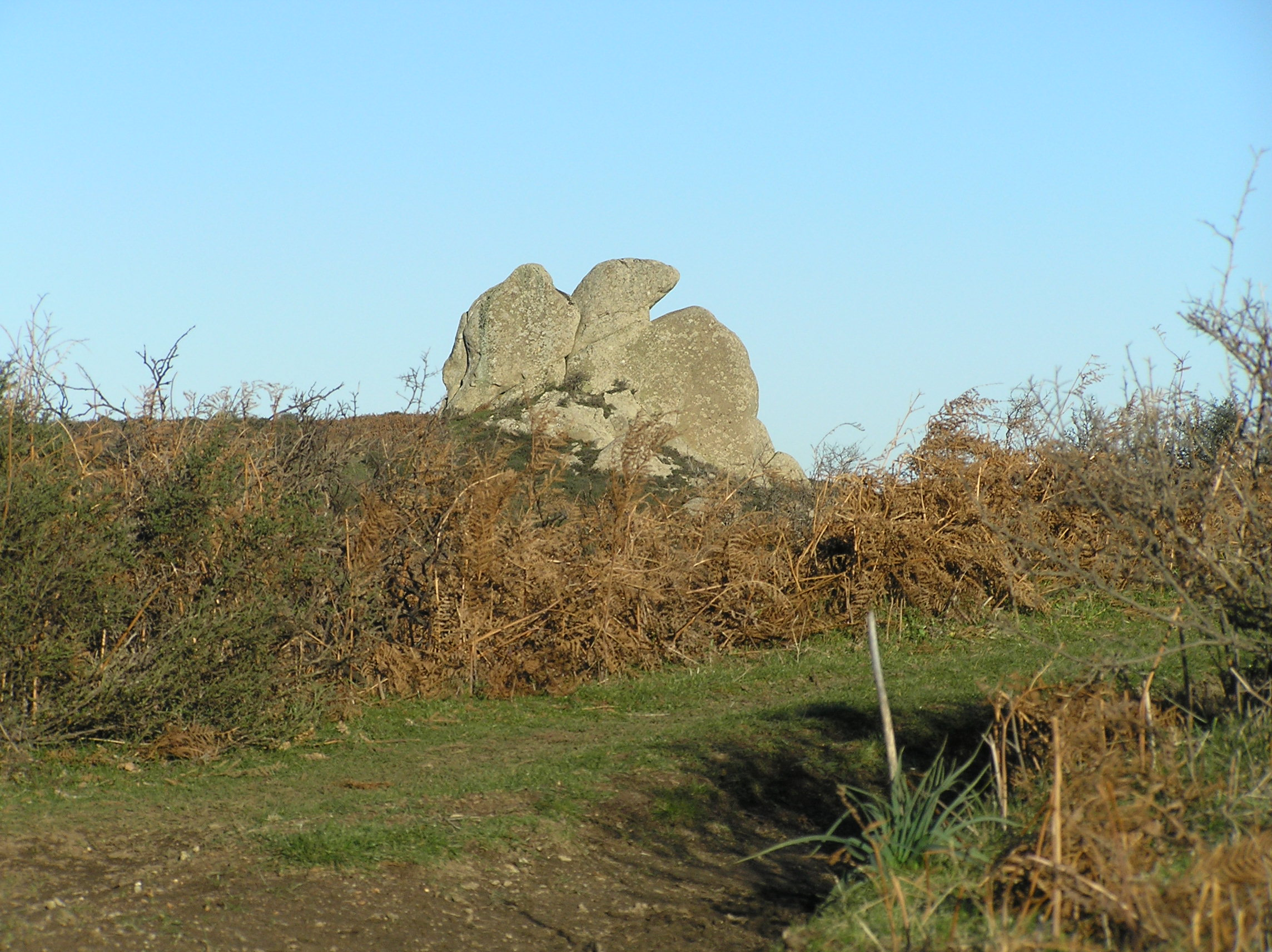
Argimusco, モンタルバーノ・エリコーナ, シチリア

巨石記念物（きょせききねんぶつ、英: megalith）は、自然石で、あるいは面取り・化粧仕上げなどの一部の加工のみが加えられた石で、築かれた構築物。単一のものや後述するような列石など集合体の形態をとるもの、ストーンヘンジのような建造物に近い形態のものを指す。世界中に分布し、伝播説もある。
「巨石記念物」という名称は、有史以来の全ての石造建造物を指すのではなく、新石器時代から初期金属器時代までの、特に「巨石使用」を特徴とする構築物についてこのように呼称する。通常は、ピラミッドやジッグラトのようにある程度確立された工法による石組み構造の建築物は除外され、やや原始的な文化という意味合いを持たせて、古代の構造物が単に巨石で築かれていることを強調して使用される用語である。

## 研究史
巨石記念物はその巨大さから起源について古来からさまざまな臆測を呼んできた。たとえばカルナック列石においては、それらの列石群は聖コルネリウスによって石へ変えられたローマの兵士であるとか、カエサルの軍営の跡地だなどと言われていたし、フランソワ・ラブレーはパンダグリュエルの中で巨石記念物を巨人と結び付けている。科学的な研究が始まったのは17世紀ごろのことで、イギリスではジェームズ1世治下でイニゴ・ジョーンズが、チャールズ2世治下でジョン・オーブリーがストーンヘンジの調査を行い、特に後者はオーブリー穴と呼ばれる遺構を発見したことで有名である。フランスにおいてはノルマンディー貴族コシュレルによってドルメンの発掘が行われ、それが墓所であることが確認されている。しかしながら18世紀から19世紀にかけては欧州を席巻したケルト文化ブームの影響もあって、これら巨石記念物はケルト人とりわけドルイドによる宗教施設だというロマン的な見方も流行した。一方、より科学的な人々はこうした建造物をオリエントの進んだ文明、ピラミッドを建てたエジプト文明などの影響によるものと分析した。
こうした見解を根本から覆したのが20世紀に発明された放射性炭素年代測定で、この技術によれば巨石記念物の多くは、ケルト人はおろか、ピラミッドすら建っていない紀元前4000年から3500年ごろに着工されたものであると判明した。こうしてこれらは現在おおよそ新石器時代のものであるとみなされている。ヨーロッパにおける巨石文化の担い手は、ハプログループG2a (Y染色体)と考えられる。

## 主な種類
G・ダニエル (Glyn Daniel) などの分類に基づく。多くの形態が複合されていることも多い。ヨーロッパでは、大西洋岸・ケルト地域に多く分布し、ケルト人の遺跡と誤解されることがあるが、ケルト以前の先住民による遺物であり、ケルト人との関係は無い。
- 立石、メンヒル（単一のもの）

- 立石群
  - 環状列石
    - 単一の輪を持つもの
    - ストーン・サークル Stone circle、ストーン・リング stone ring、クロムレック cromlech （何重もの構造を持ったり、堤・溝のあるもの）

  - 列石、アリニュマン alignement（線上列石）

- 巨石墓
  - ドルメン dolmen、支石墓
  - 石室墓
    - 通廊墓、ギャラリー墓 gallery grave
    - 羨道墳（パッセージ・グレーヴ,passage）

- 巨石神殿（特にマルタのもの）

## 意義
農耕儀礼、太陽崇拝、天文台説などがある。

## 現代の巨石文化
東南アジアで、現在も首長の地位を高めるために祭りの一環として建立が行われることがある。